# Meseres (animal)
Genre
Meseres est un genre de concombres de mer de la famille des Synallactidae vivant à grande profondeur. Ces espèces ont la particularité de se couvrir de débris de coquilles, qui pourraient les protéger des prédateurs.
Ce genre n'est plus considéré valide par le World Register of Marine Species depuis 2017, et ces espèces ont été transférées vers d'autres genres, essentiellement Molpadiodemas, Pseudostichopus et Oloughlinius.

## Liste des espèces
Selon World Register of Marine Species (25 novembre 2017) :
- Meseres acaudum Heding, 1935 acceptée en tant que Molpadiodemas atlanticus (R. Perrier, 1898)
- Meseres atlanticus (R. Perrier, 1902) acceptée en tant que Molpadiodemas atlanticus (R. Perrier, 1898)
- Meseres globigerinae (Hérouard, 1902) acceptée en tant que Molpadiodemas involutus (Sluiter, 1901)
- Meseres hyalegerus Sluiter, 1901 acceptée en tant que Pseudostichopus hyalegerus (Sluiter, 1901)
- Meseres involutus Sluiter, 1901 acceptée en tant que Molpadiodemas involutus (Sluiter, 1901)
- Meseres macdonaldi Ludwig, 1893 acceptée en tant que Oloughlinius macdonaldi (Ludwig, 1893)
- Meseres occultatus (von Marenzeller, 1893) acceptée en tant que Pseudostichopus occultatus Marenzeller von, 1893
- Meseres peripatus Sluiter, 1901 acceptée en tant que Pseudostichopus peripatus (Sluiter, 1901)
- Meseres spiculiferus O'Loughlin, 2002 acceptée en tant que Pseudostichopus spiculiferus (O'Loughlin, 2002)
- Meseres trachus (Sluiter, 1901) acceptée en tant que Pseudostichopus mollis Théel, 1886